# Trentepohlia filicornis
Trentepohlia filicornis är en tvåvingeart som beskrevs av Edwards 1928. Trentepohlia filicornis ingår i släktet Trentepohlia och familjen småharkrankar. Inga underarter finns listade i Catalogue of Life.